# Steinenbach (Limmat)
Der Steinenbach ist ein rund 13 Kilometer langer Fluss im Westen des Schweizer Kantons St. Gallen.

## Verlauf
Der Steinenbach entspringt im Bächenwald bei der Alp Oberbächen wenig nordwestlich der Gubelspitz (1346 m ü. M.) auf dem Gemeindegebiet von Gommiswald und vereinigt sich kurz danach mit mehreren Quellbächen. Nach einem kurzen Lauf Richtung Südwesten nimmt er von links den hier längeren und wasserreicheren Wängibach auf, welcher aus dem Breitfusstobel zufliesst. Er wendet sich kurz in nordwestliche Richtung, ehe er wieder südwestwärts fliesst und das Steinenbachtobel durchfliesst, welches er bei Wilen in Kaltbrunn wieder verlässt. 
Hier erreicht er die Linthebene, wo er ausschliesslich begradigt und kanalisiert verläuft. Beim Benkner Büchel macht er einen Bogen Richtung Nordwesten und nimmt bei Starrberg in Benken nahe der Burg Bibiton den aus dem Giegentobel herkommenden Giegenbach auf. Er passiert nun das Burgerriet und das Kaltbrunner Riet im Osten, welches er früher durchflossen hatte. Bei Uznach wird er Richtung Südwesten geleitet, wo er schliesslich in den rechten Linth-Hintergraben mündet, welcher von mehreren Bächen gespeist wird und nur bei starken Regenfällen Wasser aus der Linth erhält. Nur kurz nach der Einmündung des Steinenbachs mündet dieser parallel zur Linth in den Zürichsee.